# 3017 Petrovič
3017 Petrovič este un asteroid din centura principală, descoperit pe 25 octombrie 1981, de Antonín Mrkos.